# Самозбірка
Самозбірка - процес утворення впорядкованої структури з невпорядковано вихідного матеріалу внаслідок специфічної локальної взаємодії між компонентами без зовнішнього формування.  Коли компонентами є молекули, процес називають  молекулярною самозбіркою.
Процеси самозбірки можна поділити на статичні та динамічні. У статичній самозбірці впорядкований стан утворюється з наближенням системи до термодинамічної рівноваги, внаслідок зменшення вільної енергії.  У динамічній збірці складні структури виникають в нерівноважних умовах. Цей процес краще характеризує термін самоорганізація.

## Виноски
1. ↑  Whitesides, G.M.; Boncheva, M. (2002). Beyond molecules: Self-assembly of mesoscopic and macroscopic components. PNAS. 99 (8): 4769—74. Bibcode:2002PNAS...99.4769W. doi:10.1073/pnas.082065899. PMC 122665. PMID 11959929.